# Gozinaki
Le gozinaki (en géorgien : გოზინაყი, se prononçant ‘’gozina [q'] i’’)  est une friandise traditionnelle géorgienne se dégustant exclusivement pour le Nouvel An. Depuis le XXe siècle, elle est parfois consommée à Noël.

## Histoire
Ses origines remontent à l’ère préchrétienne, les noix et le miel étaient considérés comme sacrés en particulier dans les provinces d’Iméréthie et de Ratcha.

## Préparation
Les ingrédients principaux sont le miel (250 ml) et les noix (750 ml de cerneaux), auxquels s’ajoutent le sucre (20 ml) et le sel (10 ml).   
Dans un premier temps, répartir les cerneaux entiers sur une plaque à pâtisserie recouverte de papier parchemin et introduire dix minutes dans un four préchauffé à 180 degrés, en n’oubliant pas de remuer les noix à mi-cuisson. Ensuite, hacher les noix chaudes en morceaux fins.
Dans un deuxième temps, chauffer le miel, enrichi de sucre, dans une casserole à feu moyen et laisser à ébullition une minute.
Dans un troisième temps, réduire le feu sous le miel brûlant et jeter les noix hachées, accompagnées de sel, dans la casserole : le mélange prend une couleur brun fauve en cinq minutes.
Enfin, étaler le mélange sur une planche humidifiée à l’aide d’une cuillère de bois et laisser refroidir une dizaine de minutes avant de découper en carrés ou en losanges individuels.
De multiples variantes existent, en particulier par le remplacement partiel ou total des cerneaux de noix par des noisettes, ou parfois par des amandes,,.